# نیروی زمینی قرقیزستان
ارتش قرقیزستان (انگلیسی: Kyrgyz Army) نیروی زمینی زیرمجموعه نیروهای مسلح جمهوری قرقیزستان است، که در سال ۲۰۱۷ تأسیس شد.